# Listă de localități din Indonezia

### A
- Adiwerna
- Ambon
- Arjawinangun
- Astanajapura

### B
- Babakan
- Balaraja
- Baleendah
- Balikpapan
- Banda Aceh
- Bandar Lampung
- Bandung
- Banjaran
- Banjarmasin
- Banyuwangi
- Batam
- Batang
- Baturaja
- Bekasi
- Belawan
- Bengkulu
- Binjai
- Bitung
- Blitar
- Bogor
- Bojong Gede
- Bontang
- Brebes
- Bukit Tinggi

### C
- Caringan
- Ciamis
- Ciampea
- Cianjur
- Cibadak
- Cibinong
- Cibitung
- Cibungbulang
- Cicalengka
- Cicuruk
- Cikampek
- Cikarang
- Cikeruh
- Cikupa
- Cilacap
- Ciledug
- Cilegon
- Cileungsi
- Cileunyi
- Cimahi
- Ciomas
- Ciparay
- Ciputat
- Cirebon
- Cirebon Utara
- Cisaat
- Cisarua
- Citeureup
- Curug

### D
- Denpasar
- Depok
- Dukuhturi
- Dumai

### G
- Garut
- Gorontalo
- Grogol
- Gunung Putri

### H
- Hamparan Perak

### I
- Indramayu

### J
- Jakarta
- Jambi
- Jaya Pura
- Jember
- Jombang

### K
- Karang Tengah
- Karawang
- Kartosura
- Kasihan
- Kebumen
- Kediri
- Kedungwuni
- Kemang
- Kembaran
- Kendari
- Ketapang
- Kisaran
- Klangenan
- Klaten
- Kresek
- Kupang

### L
- Lawang
- Lembang
- Leuwiliang
- Lhokseumawe
- Loa Janan
- Lubuk Linggau
- Lubuk Pakam
- Lumajang

### M
- Madiun
- Magelang
- Majalaya
- Majalengka
- Makasar
- Malang
- Manado
- Martapura
- Mataram
- Medan
- Metro
- Mobagu
- Mojokerto

### N
- Ngamprah

### P
- Pacet
- Padalarang
- Padang
- Padang Pariaman
- Padang Sidempuan
- Palangka Raya
- Palembang
- Palimanan
- Palopo
- Palu
- Pamanukan
- Pamekasan
- Pamulang
- Pandegelang
- Pangkah
- Pangkal Pinang
- Pare Pare
- Parung
- Pasarkemis
- Paseh
- Pasuruan
- Pati
- Payakumbuh
- Pekalongan
- Pekan Baru
- Pemalang
- Pematang Siantar
- Perbaungan
- Percut Sei Tuan
- Plumbon
- Pondok Aren
- Pontianak
- Prabumulih
- Pringsewu
- Probolinggo
- Purwakarta
- Purwodadi
- Purwokerto
- Purworejo

### R
| - Rancaekek - Rangkasbitung - Rantauprapat - Rengasdengklok |

### S
| - Salatiga - Samarinda - Sawangan - Selatpanjang - Semarang - Sepatan - Serang - Sidoarjo - Singaraja - Singkawang - Sombaopu - Soreang - Sorong - Subang - Sukabumi - Sukaraja - Sukaraja - Sumber - Sumedang - Sumenep - Sungaipenuh - Sunggal - Surabaya - Surakarta |

### T
| - Talang - Taman - Tambun - Tanete - Tangerang - Tanjung Balai - Tanjung Balai-Meral - Tanjung Morawa - Tanjung Pinang - Tarakan - Tasikmalaya - Tebingtinggi - Tegal - Teluknaga - Tembilahan - Ternate |

### U
| - Ungaran |

### W
| - Waru - Weru - Wonosobo |

### Y
| - Yogyakarta |